# Tifinagh
Cette page contient des caractères tifinaghs. En cas de problème, consultez Aide:Unicode ou testez votre navigateur.
Le tifinagh (en néo-tifinagh : ⵜⵉⴼⵉⵏⴰⵖ ; en tifinagh traditionnel : ⵜⴼⵏⵗ ; en alphabet berbère latin : tifinaɣ) est l’écriture utilisée par les  Berbères pour écrire leur langue, le tamazight. Elle est dérivée des écritures originelles des langues berbères du Sud algérien et du Niger chez les Touaregs, le libyque initialement désigné sous le terme de numidique — tombée en désuétude pour les langues berbères du Nord dès l'Antiquité — probablement par le biais du tifinagh ancien du Sahara, dont il garde les caractéristiques morphosyntaxiques. Au cours des siècles, l'aire linguistique touarègue (Sahara algérien, libyen, malien et nigérien) est la seule à avoir conservé ce système de codification.
Le tifinagh  fait l'objet d'un intérêt particulier pour donner une codification autochtone aux langues berbères du Nord au XXe siècle. Mohand Amokrane Khelifati fait une première tentative de codification du kabyle en tifinagh dans les années 1930. Plus tard, il est adapté et réintroduit par le travail des militants berbéristes de l'Académie berbère comme option d'authenticité de la pérennisation des langues berbères à l'écrit. C'est la naissance du néo-tifinagh. Cet alphabet modernisé est employé depuis les années 1970 par les sphères militantes berbéristes. Les travaux de standardisation sont repris, au Maroc, par l’Institut royal de la culture amazighe (IRCAM) qui publie sa version du néo-tifinagh en 2001, basé sur les travaux du linguiste Salem Chaker. Pour accompagner l'officialisation des langues berbères, le néo-tifinagh IRCAM devient l’alphabet de l’amazighe standard marocain. L'attachement au tifinagh tant dans la sphère touarègue que dans les milieux militants le popularise, mais il se heurte à la concurrence d'autres alphabets, arabe et latin, ainsi qu'à la question de sa propre académisation, autour de ses variantes anciennes ou modernes. C'est ainsi que, paradoxalement, certaines initiatives conduisent à introduire les neo-tifinagh kabyles comme solution moderne chez les Touaregs.
Aujourd'hui, le tifinagh a été adopté par le Maroc comme alphabet de l'amazighe standard marocain, langue officielle du pays depuis 2011 au côté de l'arabe. Le tifinagh s'y est généralisé et apparaît partout : institutions, rues, entreprises, télévision, produits de consommation, médicaments, etc. L'alphabet est aussi utilisé chez les berbères du Nord-Ouest libyen pour écrire leur langue. L'Algérie, qui a introduit le tamazight dans la constitution en 2002 comme « langue nationale » puis l'a officialisé en 2016, hésite toujours entre le néo-tifinagh, l’alphabet latin et l'alphabet arabe. Cependant le tifinagh se généralise employé dans la signalisation ou par l'agence de presse officielle : Algérie Presse Service.

## Lettres

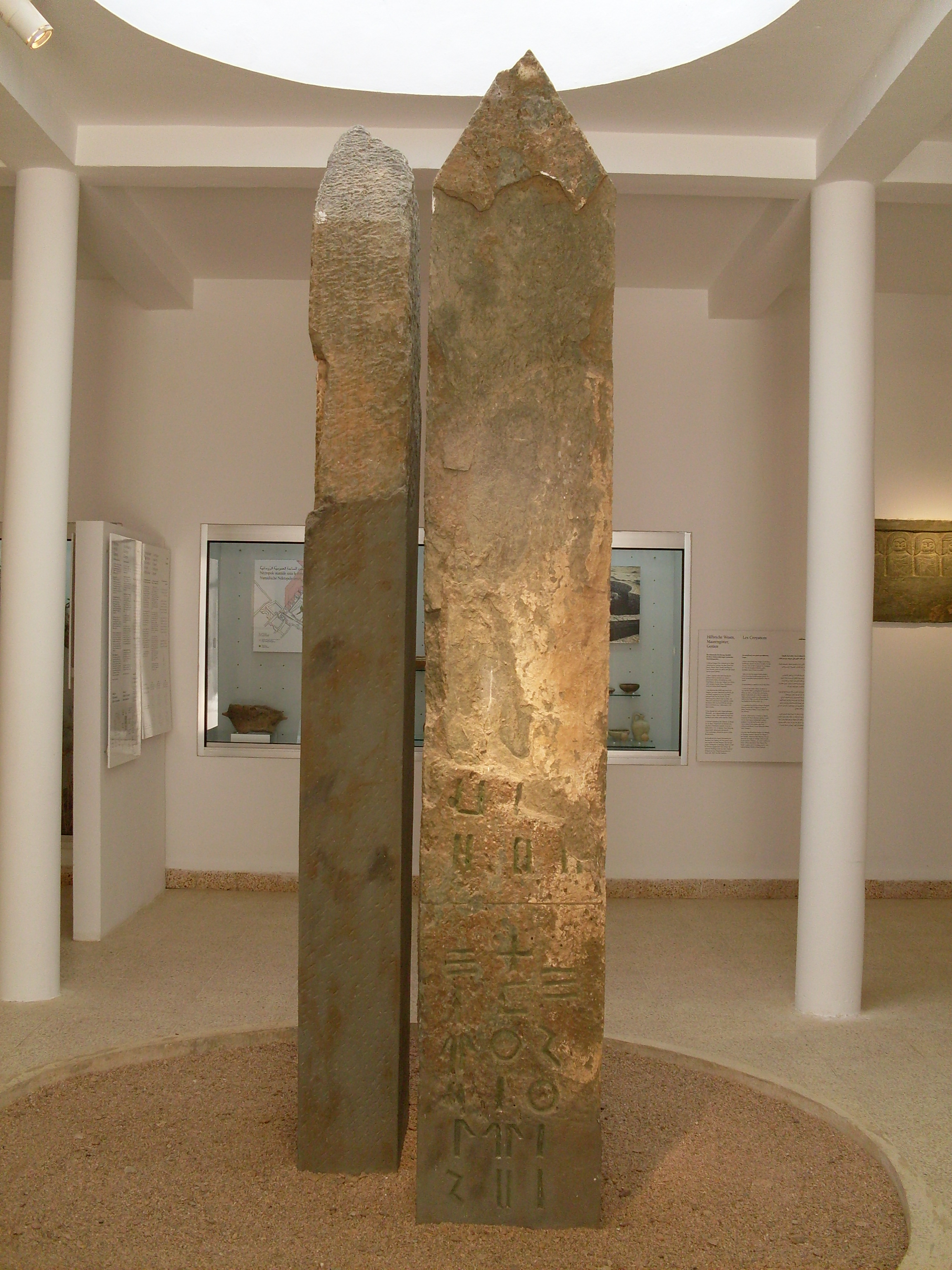
Obélisque numide au musée archéologique de Chemtou (gouvernorat de Jendouba, en Tunisie).

| Ordre | Lettre | Translittération |
| ----- | ------ | ---------------- |
| 1     | ⴰ      | A                |
| 2     | ⴱ      | B                |
| 3     | ⴳ      | G                |
| 4     | ⴷ      | D                |
| 5     | ⴹ      | Ḍ                |
| 6     | ⴻ      | E                |
| 7     | ⴼ      | F                |
| 8     | ⴽ      | K                |
| 9     | ⵀ      | H                |
| 10    | ⵃ      | Ḥ                |
| 11    | ⵄ      | Ɛ                |
| 12    | ⵅ      | X                |
| 13    | ⵇ      | Q                |
| 14    | ⵉ      | I                |
| 15    | ⵊ      | J                |
| 16    | ⵍ      | L                |
| 17    | ⵎ      | M                |
| 18    | ⵏ      | N                |
| 19    | ⵓ      | U                |
| 20    | ⵔ      | R                |
| 21    | ⵕ      | Ṛ                |
| 22    | ⵖ      | Ɣ                |
| 23    | ⵙ      | S                |
| 24    | ⵚ      | Ṣ                |
| 25    | ⵛ      | C                |
| 26    | ⵜ      | T                |
| 27    | ⵟ      | Ṭ                |
| 28    | ⵡ      | W                |
| 29    | ⵢ      | Y                |
| 30    | ⵣ      | Z                |
| 31    | ⵥ      | Ẓ                |

## Étymologie
Le mot « tifinagh » peut se traduire par « notre écriture » en tamacheq, et serait le pluriel du terme « tafineq » qui désigne les caractères d'écriture en tamacheq utilisés par les touaregs,. Selon l'ethnologue Jean Servier, le mot « tifinagh » renvoie à une racine FNQ, « rappelant l'alphabet phénicien ».
Une étymologie populaire soutient qu'il s'agit d'un mot composé de « tifi », qui signifie « trouvaille » ou « découverte » en berbère, et de l'adjectif possessif « nnegh », qui signifie « notre », donnant ainsi le sens global de « notre trouvaille ».

## Origine
Le tifinagh descendrait du libyque (ancienne écriture libyenne) bien que son évolution exacte ne soit pas claire. Plusieurs signes libyques se retrouvent parmi les tifinagh ayant la même valeur et des formes semblables. Le domaine de l'écriture lybique s'applique au quart nord ouest de l'Afrique, et était désigné initialement sous le terme d'écriture « numidique », terme tombé en désuétude au profit du mot « lybique » pour désigner l'ensemble des écritures proto-berbères.
La question de l'origine du tifinagh est controversée. Le tifinagh serait d'origine local, ou local à partir de matériaux pré-alphabétiques et sous influence étrangère, ou tout simplement un alphabet d'inspiration étrangère (punique),. L'hypothèse locale est privilégiée et celle d'une origine punique est désormais rejetée dans le modèle de Hachi & Chaker en raison du fait que les concordances libyque/phénicien sont très minoritaires (6 à 7 caractères sur 24 ou 25 lettres), l'absence d'une forme intermédiaire (courante dans les emprunts) et l’aspect général (ainsi que l’orientation) des deux alphabets est très différent. L'orientation traditionnelle du tifinagh et du libyque est verticale, alors que la langue punique s'écrit de droite à gauche, ce qui rend l'origine locale soit plus probable. Ainsi selon plusieurs linguistes l'alphabet berbère ne serait pas un emprunt à l'alphabet phénicien comme le soutient une hypothèse classique, mais proviendrait d'une émergence endogène qui renvoie à une dynamique socio-culturelle largement interne à la société berbère, approche désormais admise par la majorité des spécialistes. Cette hypothèse endogène, devenu majoritaire, pose toutefois à son tour plusieurs problèmes.
Par ailleurs, certains ethnologues, reprenant l'hypothèse de Hanoteau, ont pu isoler au mot tafineq (le singulier du mot tifinagh) une racine « FNƔ » ou « FYNƔ » qui est partagée avec le mot utilisé par les grecs pour désigner les Phéniciens. Toutefois cette supposition ne constitue pas une preuve suffisante selon des auteurs tels que Gabriel Camps . Ce dernier système d'écriture était largement utilisé dans l'antiquité par les locuteurs de langues berbères dans toute l'Afrique et aux îles Canaries. L'origine de l'écriture est incertaine, certains chercheurs suggérant qu'elle est influencée par l'alphabet phénicien,.
Les écritures libyco-berbères du Nord Sahara et les tifinagh anciens ont précédé les tifinagh utilisés aujourd’hui par les Touaregs qui sont incapables de lire les tifinagh anciens. Dans la culture touarègue sahélienne, l'inventeur mythique du tifinagh est l'ancêtre Anigouran, (parfois orthographié Aniguran ou appelé Amamellen) personnage connu pour sa grande intelligence et auquel sont attribuées plusieurs autres inventions. L'usage de cet alphabet tifinagh est, en tout cas, attesté par les témoignages rupestres présents dans tout le pays touareg.
D'après Slaouti Taklit, professeur de linguistique au département de français de l'université d'Alger, certains signes de l'alphabet libyque remonteraient au capsien et auraient été tout d'abord des symboles religieux qui permettaient de nommer des êtres ou des objets, car donner un nom revient à donner une réalité à ce que l'on nomme, autrement dit une seconde vie.

## Tifinagh ancien

Écritures Tifinaghs anciennes, site des gravures rupestres d'Intédeni près d'Essouk au Mali.

Le tifinagh ancien contient des signes supplémentaires, comme le trait vertical pour noter la voyelle finale /a/.
Les modalités du passage entre le libyque et le tifinagh ancien sont inconnues. On ne sait pas si cet alphabet était contemporain des formes libyques, ni même s'il est comparable à la forme occidentale ou orientale du libyque. La période d'utilisation de cet alphabet, si elle n'est pas établie avec précision, est largement antérieure aux conquêtes musulmanes.
La valeur des signes nous est transmise par le missionnaire Charles de Foucauld.

## Tifinagh traditionnel
Le tifinagh traditionnel des Touaregs, garde les caractéristiques morphosyntaxiques du tifinagh ancien. Il existe au sein du tifinagh traditionnel utilisé par les Touaregs quelques divergences des valeurs des signes qui correspondent aux variations dialectales touarègues. Si d'une région à une autre, la forme et le nombre des signes peuvent changer, les textes restent en général mutuellement intelligibles car la plupart des différences graphiques suivent la logique des variations phonétiques dialectales.
Les linguistes distinguent quelques sous-variantes de cet alphabet : celui de l'Ahaggar (Algérie), de Ghat (Libye), de l'Aïr (Niger), de l'Azawagh (Niger/Mali) et de l'Adghagh (Mali). En dehors de ces zones touaregs, tout usage des alphabets de la famille des alphabets lybico-berbères ou tifinagh a disparu en Afrique du Nord, à la faveur de l'introduction des alphabets latins ou arabes.

### Particularités
L'innovation la plus frappante est la ligature à dernière consonne /t/ ou à première consonne /n/.
Comme le saharien, le tifinagh touarègue dispose d'un signe ⴰ /ʔ/ pour noter les voyelles finales appelées tighratin (masc. tighrit).
- Les voyelles /i/ et /u/ (ou /o/) sont notées par les signes correspondant aux /y/ et /w/ c'est-à-dire ⵉ et ⵓ (de façon comparable aux lettres yod et waw de l'hébreu ou de l'arabe).
- Les voyelles, qui sont au nombre de trois en berbère (/a/ ; /i/ ; /u/), ne sont notées qu'en fin de mots ainsi pour les mots ciel (aǧenna) on n'aura pas ⴰⴶⵏⵏⴰ mais ⴶⵏⴰ
- La gémination n'est pas notée, deux mêmes caractères côte à côte se font entendre deux fois
- Les autres dialectes l'emploient pour toutes les voyelles finales et, selon Charles de Foucauld, pour toutes les voyelles initiales sans distinction (le signe a alors la valeur de consonne glottale, mais phonétiquement peu ou pas marquée ; en cas de besoin, des diacritiques arabes peuvent compléter le signe pour expliciter la voyelle initiale représentée).

Les lettres sont épelées de différentes façons suivant les régions :
- dans le Ghat, la prononciation suit le modèle « ya-valeur consonantique ». Par exemple, /b/ se lit « yab », /d/ « yad », etc. ;
- dans l'Ayer et chez les Iwelmaden, ce sera plutôt « e-valeur consonantique redoublée » : /b/ « ebba » ; /d/ : « edda », etc. ;
- une légère variation dans le sud colore « ebba » en « abba ».

Parmi les tribus maraboutiques de la région de Tombouctou, on a relevé l'emploi des diacritiques arabes pour noter les voyelles brèves.

### Usage
À part quelques rares utilisations pour la notation de textes longs, les tifinaghs traditionnels ont souvent été utilisés pour des inscriptions sur des objets (bijoux, armes, tapis, etc.), pour des déclarations amoureuses et pour des épitaphes. Toute transcription commence par la formule « awa nekk [Untel] innân  », c’est-à-dire « c'est moi [Untel] qui ai dit ».
Depuis peu, les tifinaghs sont utilisés comme support pédagogique pour la campagne contre l'analphabétisme.
Il n'y a pas d'ordre pour énoncer les lettres de l'alphabet. Mais une formule mnémotechnique, citée par Foucauld (1920), contient toutes les lettres ou presque : « awa näk, Fadîmata ult Ughnis, aghebbir-nnit ur itweddis, taggalt-nnit märaw iyesân d sedîs. » (« C'est moi, Fadimata, fille d'Oughnis : sa hanche ne se touche pas, sa dot est de seize chevaux. »).

#### Calligraphie
Il existe une écriture cursive tifinagh, de laquelle dérive une caligraphie proposée par Hawad, poète et artiste touareg du Niger. Plus tard, d'autres artistes proposent des caligraphies comme Moulid Nidouissadam, un calligraphe marocain.

## Néo-tifinagh

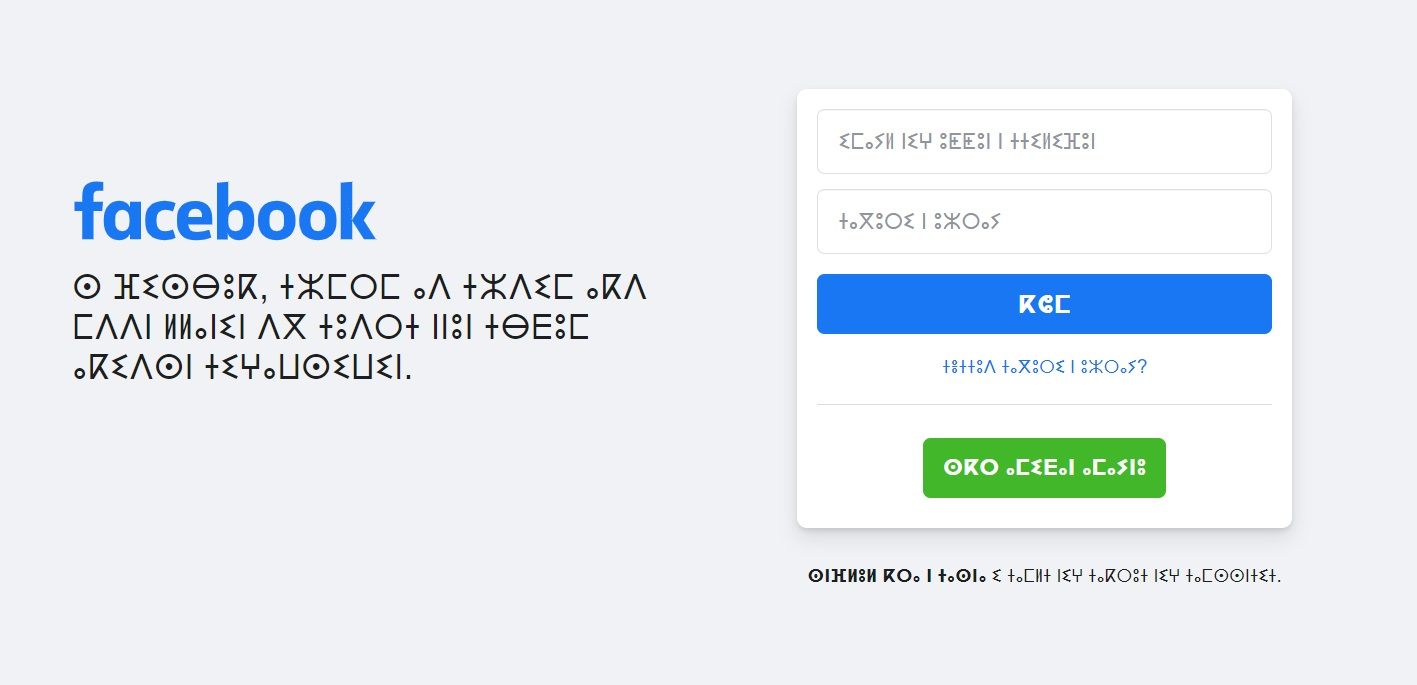
Facebook en amazighe standard marocain utilisant l'alphabet néo-Tifinagh.

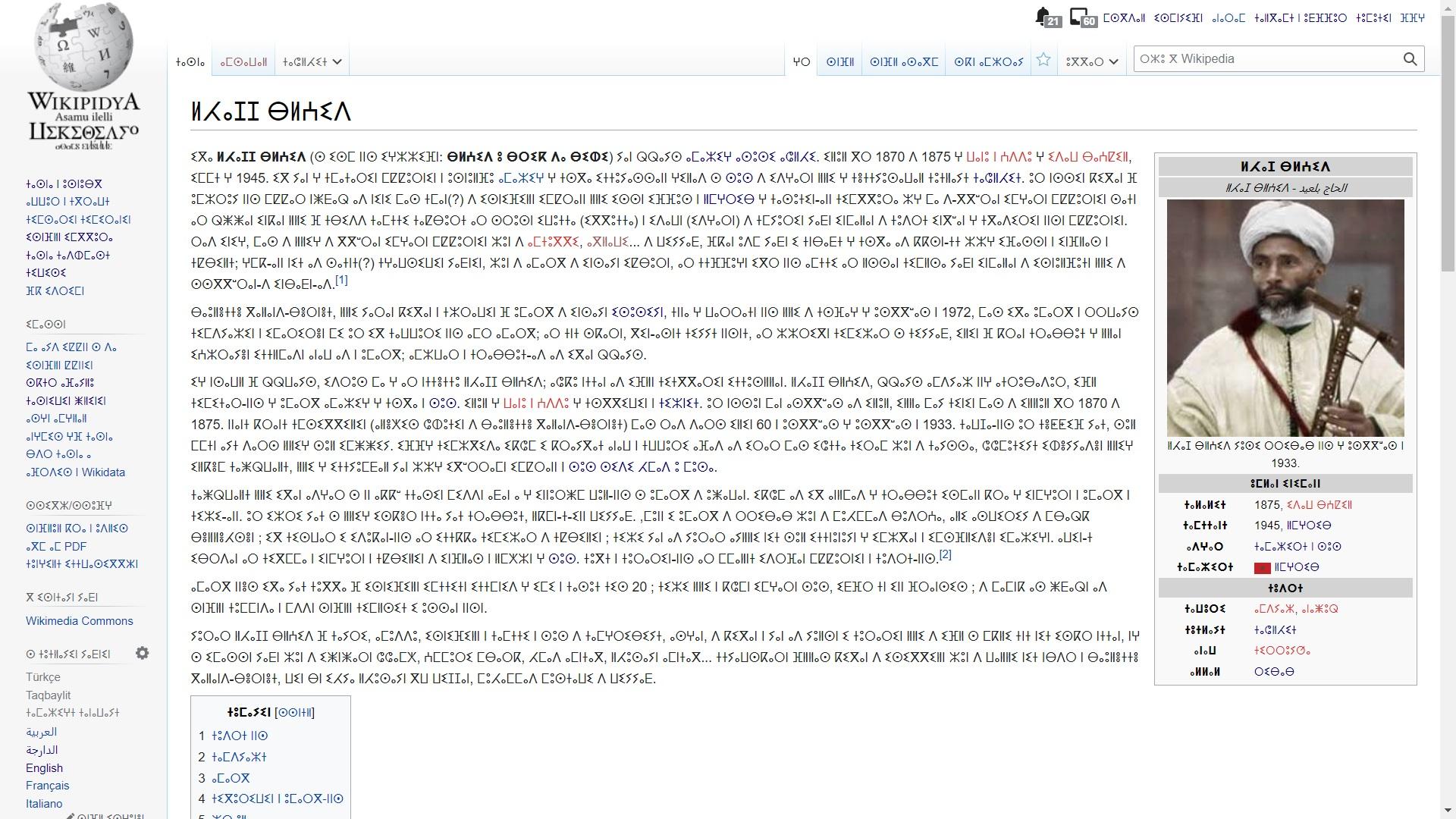
Wikipédia en tachelhit utilisant l'alphabet néo-Tifinagh.

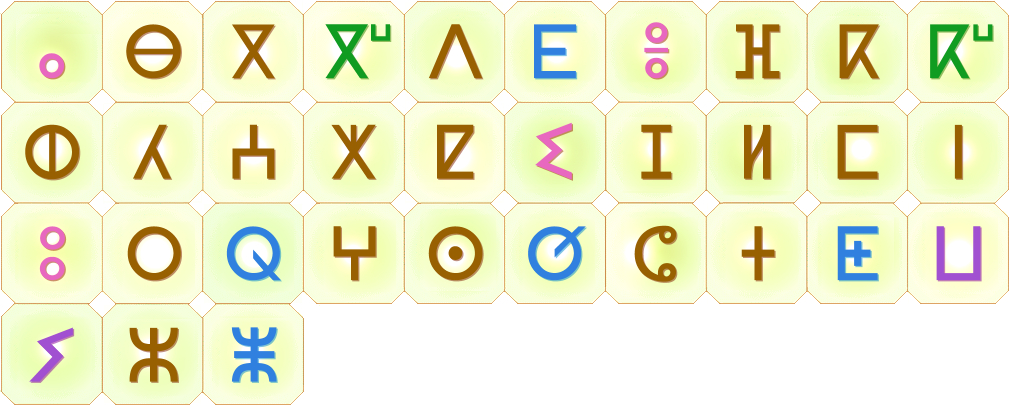
L’alphabet tifinagh-IRCAM comprend trente-et-une lettres de base, ainsi que deux lettres composées chacune d'une lettre de base suivie du signe de labialisation.

L'écriture des langues berbères du Nord a été souvent l'otage de l'ethnologie coloniale employant des descriptions phonétiques en alphabet latin. Durant les années 1930-1940 les travaux de Mohand Amokrane Khelifati proposent déjà un passage du kabyle à l'écrit par le biais du tifinagh, mais sans lendemain.
Le tifinagh et divers éléments du touareg sont employés pour « re-berbériser » les langues berbères du Nord. Les militants de la culture berbère font la promotion du retour à cet alphabet :  à la fin des années 1960, une association culturelle, l'Académie berbère, fondée par Mohand Arab Bessaoud. Elle effectue des travaux dans le but d'établir un alphabet standard sur la base des tifinagh touarègues, afin de le faire revivre et de pouvoir transcrire l'ensemble des variantes locales des langues berbères du Nord. Les militants berbéristes en font usage dans les années 1970 puis 1980, notamment à la suite du Printemps berbère. Les universitaires ne suivent pas ce mouvement, et proposent soit la graphie latine ou arabe pour transcrire les langues berbères. Le tifinagh ne s'impose que dans les années 1990, comme option incontournable, fort de son caractère « authentique » et « indépendant des cultures étrangères ».
Salem Chaker, professeur à l'INALCO, proposa une révision de cet alphabet. D'autres systèmes issus des tifinagh des militants de l'Académie berbère ont été proposés par l'association Afus Deg Wfus (Roubaix), la revue Tifinagh (Maroc), par le logiciel d'Arabia Ware Benelux et l'IRCAM, et sont relativement similaires.
En dehors de l'aire linguistique touarègue, le tifinagh est introduit dans la sphère publique lors du printemps berbère, par le phénomène du « barbouillage » des panneaux : les indications en arabe sont remplacées par des indications en tifinagh et l'association Afus Deg Wfus propose la première version du tifinagh informatisé. La création du HCA (Haut Comissariat à l'amazighité) algérien en 1994 ne permet pas de départir la question de la graphie (tifinagh, latine ou arabe), même si elle prétend en faire la promotion. L’institutionnalisation du tifinagh connaît un essor avec l'officialisation, au Maroc, de la langue berbère et sa transcription en tifinagh et la normativité introduite par l'IRCAM (Institut royal de la culture amazighe) qui édite sa norme en 2001 en se basant sur l'alphabet proposé par l'universitaire kabyle Salem Chaker. En Algérie, l'usage du tifinagh fait son chemin : l'agence de presse officielle possède une version de sa page en tifinagh (avec des publications en général dans la variantes kabyle) et le touareg emploie quasi-exclusivement les tifinagh ancestraux alors que le kabyle est partagé entre tifinagh et latin, bien que les panneaux emploient quasi-exclusivement le tifinagh, sans doute pour sa portée symbolique[réf. non conforme].
Au Niger, de décembre 2001 à mars 2002, un comité de linguistes spécialistes du tamajaq ont proposé des adaptations des caractères pour faire la synthèse des caractères divergeant de l’Aïr et de l’Azawagh, pour la notation des voyelles ou des consonnes /v/ et /p/, pour la notation des consonnes emphatiques (avec un point souscrit : ⴹ̣ ⵍ̣ ⵜ̣ ⵙ̣ ⵣ̣) ou les voyelles portant un signe diacritique.

## Normalisation internationale (Unicode)
Avant la normalisation Unicode, le tifinagh n'était pris en charge que par un codage compatible Windows ANSI remplaçant dans d'anciennes polices de caractères (aujourd'hui obsolètes) les lettres de l’alphabet latin de base (dans cet ancien codage pris en charge par un utilitaire de conversion pour Windows fourni gratuitement par l'IRCAM, seule une partie du tifinagh de base était représenté, et aucune différence n'est faite entre les lettres latines majuscules et minuscules pour représenter les autres lettres tifinaghs manquantes) :
| Lettre Tifinagh | Lettre Équivalente Majuscule | Lettre Équivalente Minuscule | Ordre |
| --------------- | ---------------------------- | ---------------------------- | ----- |
| ⴰ               | A                            | a                            | 01    |
| ⴱ               | B                            | b                            | 02    |
| ⵛ               | C                            | c                            | 03    |
| ⴷ               | D                            | d                            | 04    |
| ⴻ               | E                            | e                            | 05    |
| ⴼ               | F                            | f                            | 06    |
| ⴳ               | G                            | g                            | 07    |
| ⵀ               | H                            | h                            | 08    |
| ⵉ               | I                            | i                            | 09    |
| ⵊ               | J                            | j                            | 10    |
| ⴽ               | K                            | k                            | 11    |
| ⵍ               | L                            | l                            | 12    |
| ⵎ               | M                            | m                            | 13    |
| ⵏ               | N                            | n                            | 14    |
| ⵄ               | Ɛ                            | ɛ                            | 15    |
| ⵃ               | Ḥ                            | ḥ                            | 16    |
| ⵇ               | Q                            | q                            | 17    |
| ⵔ               | R                            | r                            | 18    |
| ⵙ / ⵚ           | S                            | s                            | 19    |
| ⵜ               | T                            | t                            | 20    |
| ⵓ               | U                            | u                            | 21    |
| ⵖ               | V                            | v                            | 22    |
| ⵡ               | W                            | w                            | 23    |
| ⵅ               | X                            | x                            | 24    |
| ⵢ               | Y                            | y                            | 25    |
| ⵣ               | Z                            | z                            | 26    |

- Le signe de labialisation n'était pas représenté explicitement mais pouvait être marqué par le guillemet double ASCII (") ou un autre signe similaire comme l'apostrophe ASCII ('), le symbole accent grave ASCII (`), le symbole accent circonflexe ASCII (^), ou encore par la mise en style exposant du W=ⵡ (dans les documents où ce style était possible).
- Un tel codage peut encore être utilisé comme méthode de saisie sur un clavier latin standard mais il ne constitue pas une bonne translittération latine des lettres tifinaghs. En effet concernant l'alphabet de base de l'IRCAM, il y manque les 5 lettres géminées /ḍ/, /ṛ/, /ṣ/, /ṭ/, /ẓ/ (pour la méthode de saisie, il peut être nécessaire d'utiliser une touche supplémentaire) ; et la représentation P=ⵃ (par exemple) est trop éloignée de sa valeur phonétique du /ḥ/ géminé, de même que la représentation V=ⵖ du /ɣ/ (gh) dont la similitude de la lettre latine est seulement graphique avec la lettre tifinagh (et le symbole gamma latin de l'API), ainsi que la représentation de O= ⵄ du /ɛ/.

À compter de la version 4.1.0 de la norme Unicode, les caractères tifinaghs sont codés dans la plage U+2D30 à U+2D7F. La norme définit 55 caractères, mais nombre de caractères n'en font pas partie.
| Code   | +0 | +1 | +2 | +3 | +4 | +5 | +6 | +7 | +8 | +9 | +A | +B | +C | +D | +E | +F |
| ------ | -- | -- | -- | -- | -- | -- | -- | -- | -- | -- | -- | -- | -- | -- | -- | -- |
| U+2D30 |    |    |    |    |    |    |    |    |    |    |    |    |    |    |    |    |
| U+2D40 |    |    |    |    |    |    |    |    |    |    |    |    |    |    |    |    |
| U+2D50 |    |    |    |    |    |    |    |    |    |    |    |    |    |    |    |    |
| U+2D60 |    |    |    |    |    |    |    |    |    |    |    |    |    |    |    |    |
| U+2D70 |    |    |    |    |    |    |    |    |    |    |    |    |    |    |    |    |

### Tableau
Voici un tableau comparatif entre les glyphes des lettres tifinaghes (ici dans leurs variantes non calligraphiques, dites « capitales carrées » telles que présentées sur les anciennes inscriptions lithographiées et dans les tables de caractères des normes Unicode et ISO 10646) et les translittérations en caractères latins et arabes. De nombreux autres styles existent pour ces lettres (de façon similaire aux styles des lettres latines) y compris des versions grasses, italiques (« cursives », jointives ou non), « minuscules » (avec jambages), avec ou sans empattement (serif), avec fûts fixes (imitant l'écriture avec un crayon à tête ronde) ou en pleins et déliés (imitant le tracé à la plume ou au pinceau), des formes artistiques et décoratives (inspirées des styles calligraphiques arabes ou latins) ; ainsi que des formes didactiques (à usage scolaire pour l'apprentissage de l'écriture manuscrite et la reconnaissance des formes et de l'ordre de dessin des traits). Il existe également divers autres œils traditionnels (actuellement encore non normalisés) des mêmes lettres, propres à certains dialectes amazighes ou régions linguistiques (par exemple tournées, ou en miroir pour une écriture de droite à gauche). Les formes ci-dessous sont présentées dans une direction d'écriture de gauche à droite.
| Couleur | Signification                   |
| ------- | ------------------------------- |
|         | Tifinagh de base selon l'IRCAM, |
|         | Tifinagh étendu (IRCAM)         |
|         | Autres lettres tifinaghs        |
|         | Lettres Touareg modernes        |

#### Lettres simples (et lettres modifiées)
| Code   | Glyphe | Codage               | Codage              | Translittération | Translittération | Translittération | Nom                                                            |
| Code   | Glyphe | Unicode (recommandé) | « ANSI » (déprécié) | latine           | API              | arabe            | Nom                                                            |
| ------ | ------ | -------------------- | ------------------- | ---------------- | ---------------- | ---------------- | -------------------------------------------------------------- |
| U+2D30 |        | ⴰ                    | A                   | a                | a                | ا                | ya                                                             |
| U+2D31 |        | ⴱ                    | B                   | b                | b                | ب                | yab                                                            |
| U+2D32 |        | ⴲ                    |                     | bh               | β                | ب ڤ ڥ            | yabh                                                           |
| U+2D33 |        | ⴳ                    | G                   | g                | ɡ                | ݣ ڨ              | yag                                                            |
| U+2D34 |        | ⴴ                    |                     | ghh              | ʝ                | غ                | yaghh                                                          |
| U+2D35 |        | ⴵ                    | Ǧ                   | dj               | d͡ʒ               | ج                | yadj (Académie berbère)                                        |
| U+2D36 |        | ⴶ                    |                     | dj               | d͡ʒ               | ج                | yadj                                                           |
| U+2D37 |        | ⴷ                    | D                   | d                | d                | د                | yad                                                            |
| U+2D38 |        | ⴸ                    |                     | dh               | ð                | ذ                | yadh                                                           |
| U+2D39 |        | ⴹ                    | Ḍ                   | dd               | dˤ               | ض                | yadd                                                           |
| U+2D3A |        | ⴺ                    |                     | ddh              | ðˤ               | ظ                | yaddh                                                          |
| U+2D3B |        | ⴻ                    | E                   | è, ey            | ə                |                  | yè, yey                                                        |
| U+2D3C |        | ⴼ                    | F                   | f                | f                | ف ڢ              | yaf                                                            |
| U+2D3D |        | ⴽ                    | K                   | k                | k                | ك                | yak                                                            |
| U+2D3E |        | ⴾ                    |                     | k                | k                | ك                | yak touareg                                                    |
| U+2D3F |        | ⴿ                    |                     | khh              | x                | ك                | yakhh                                                          |
| U+2D40 |        | ⵀ                    | H                   | h b              | h b              | ه ب              | yah = yab touareg                                              |
| U+2D41 |        | ⵁ                    | H                   | \|h              | h                | ه                | yah (Académie berbère)                                         |
| U+2D42 |        | ⵂ                    |                     | \|h              | h                | ه                | yah touareg                                                    |
| U+2D43 |        | ⵃ                    | Ḥ                   | hh               | ħ                | ح                | yahh                                                           |
| U+2D44 |        | ⵄ                    | Σ                   | ʿ                | ʕ                | ع                | yaʿ                                                            |
| U+2D45 |        | ⵅ                    | X                   | kh               | x                | خ                | yakh                                                           |
| U+2D46 |        | ⵆ                    |                     | kh               | x                | خ                | yakh touareg                                                   |
| U+2D47 |        | ⵇ                    | Q                   | q                | q                | ق ڧ              | yaq                                                            |
| U+2D48 |        | ⵈ                    |                     | q                | q                | ق ڧ              | yaq touareg                                                    |
| U+2D49 |        | ⵉ                    | I                   | i                | i                | ي ِ               | yi                                                             |
| U+2D4A |        | ⵊ                    | J                   | j                | ʒ                | ج ژ              | yaj                                                            |
| U+2D4B |        | ⵋ                    |                     | j                | ʒ                | ج ژ              | yaj de l'Ahaggar                                               |
| U+2D4C |        | ⵌ                    |                     | j                | ʒ                | ج ژ              | yaj touareg                                                    |
| U+2D4D |        | ⵍ                    | L                   | l                | l                | ل                | yal                                                            |
| U+2D4E |        | ⵎ                    | M                   | m                | m                | م                | yam                                                            |
| U+2D4F |        | ⵏ                    | N                   | n                | n                | ن                | yan                                                            |
| U+2D50 |        | ⵐ                    |                     | ny               | ɲ                | ني ݧ             | yagn touareg                                                   |
| U+2D51 |        | ⵑ                    |                     | ng               | ŋ                | نڭ ڨ             | yang touareg                                                   |
| U+2D52 |        | ⵒ                    | P                   | p                | p                | پ                | yap                                                            |
| U+2D53 |        | ⵓ                    | U                   | u w              | u w              | و ۉ              | you = yaw touareg                                              |
| U+2D54 |        | ⵔ                    | R                   | r                | r                | ر                | yar                                                            |
| U+2D55 |        | ⵕ                    | Ṛ                   | rr               | rˤ               | ڑ ڕ              | yarr                                                           |
| U+2D56 |        | ⵖ                    | V                   | gh               | ɣ                | غ                | yagh                                                           |
| U+2D57 |        | ⵗ                    |                     | gh               | ɣ                | غ                | yagh touareg                                                   |
| U+2D58 |        | ⵘ                    |                     | gh dj            | ɣ d͡ʒ ʒ           | غ ج              | yagh de l'Aïr = yadj de l'Adrar                                |
| U+2D59 |        | ⵙ                    | S                   | s                | s                | س                | yas                                                            |
| U+2D5A |        | ⵚ                    |                     | ss               | sˤ               | ص                | yass                                                           |
| U+2D5B |        | ⵛ                    | C                   | sh               | ʃ                | ش                | yach                                                           |
| U+2D5C |        | ⵜ                    | T                   | t                | t                | ت                | yat                                                            |
| U+2D5D |        | ⵝ                    |                     | th               | θ                | ث                | yath                                                           |
| U+2D5E |        | ⵞ                    |                     | ch               | t͡ʃ               | چ ڜ تش           | yatch                                                          |
| U+2D5F |        | ⵟ                    |                     | tt               | tˤ               | ط                | yatt                                                           |
| U+2D60 |        | ⵠ                    |                     | v                | v                | ڥ ب ڤ            | yav                                                            |
| U+2D61 |        | ⵡ                    | W                   | w                | w                | و                | yaw                                                            |
| U+2D62 |        | ⵢ                    | Y                   | y                | j                | ي                | yay                                                            |
| U+2D63 |        | ⵣ                    | Z                   | z                | z                | ز                | yaz                                                            |
| U+2D64 |        | ⵤ                    |                     | z                | z                | ز                | yaz (Tawellemet) = yaz harpon                                  |
| U+2D65 |        | ⵥ                    | Ẓ                   | zz               | zˤ               | ‍ڞ ﮊ               | yazz                                                           |
| U+2D66 |        | ⵦ                    |                     | é                | e                |                  | yé (APT, Niger)                                                |
| U+2D67 |        | ⵧ                    |                     | o                | o                |                  | yo (APT)                                                       |
| U+2D6F |        | ⵯ                    | º                   | ʷ                | ʷ                | ‍ ۥ                | lettre modificative de labialisation = tamatart ≈ <exp> 2D61 ⵡ |
| U+2D70 |        | ⵰                    |                     |                  |                  |                  | séparateur = tazarast                                          |
| U+2D7F |        | ⵿                     |                     |                  |                  |                  | liant de consonnes                                             |

#### Digrammes (ligatures possibles)
| Code          | Glyphe | Codage               | Codage              | Translittération | Translittération | Translittération | Nom   |
| Code          | Glyphe | Unicode (recommandé) | « ANSI » (déprécié) | latine           | API              | arabe            | Nom   |
| ------------- | ------ | -------------------- | ------------------- | ---------------- | ---------------- | ---------------- | ----- |
| U+2D33 U+2D6F |        | ⴳⵯ                   | Gº                  | gw               | gʷ               | گۥ               | yagw  |
| U+2D37 U+2D63 |        | ⴷⵣ                   | DZ                  | dz               | d͡z               | دز               | yadz  |
| U+2D5C U+2D59 |        | ⵜⵙ                   | TS                  | ts               | t͡s               | تس               | yats  |
| U+2D3D U+2D6F |        | ⴽⵯ                   | Kº                  | kw               | kʷ               | كۥ               | yakw  |
| U+2D37 U+2D4A |        | ⴷⵊ                   | DJ                  | dj               | d͡ʒ               | دج               | yadj  |
| U+2D5C U+2D5B |        | ⵜⵛ                   | TC                  | tch              | t͡ʃ               | تش               | yatch |

## Exemples de textes en tifinagh
- ⵎⴰⴷⵢⵔⵜⵓⵍⴰⵎ madertulam soit : comment allez vous ?
- Azul fellawen !, soit « Bonjour »[31] ou  « Salut ! »[32] en s'adressant à un groupe : « ⴰⵣⵓⵍ, ⴼⵍⵍⴰⵡⵏ ! » (dans le style par défaut), « ⵣⵍⴼⵍⵓⵏ ! » (dans un rendu de style traditionnel : bien que le codage Unicode soit identique, il faut installer la police Hapax Touareg pour le visualiser ici correctement).
- Chez les touaregs, le mot « Azul » n'existe pas sous cette orthographe. Les Imuhagh disent « Ahul ». Le mot se retrouve en zenaga sous la forme « Azol » signifiant paix, il est donc analogue au « salam » arabe ou au « shalom » hébraïque. Dans certaines tribus touareg, « Ahul » signifie simplement « Salut ! ».

## Écriture cursive
Un projet d’écriture cursive pour le tifinagh, intitulé « tirra », a été lancé par le graphiste Maha Mouidine à l’École supérieure des arts visuels de Marrakech (ESAV) en octobre 2017. L’Institut royal de la culture amazighe travaillerait depuis les années 2000 sur l’élaboration d’une cursive du néo-tifinagh, qu’il a développée, pour l’amazighe standard marocain.